# Дискографія King Von
Нижче наведено дискографію американського репера King Von. Усього за свою прижиттєву й посмертну кар'єру виконавець видав 3 студійних альбоми та 2 мікстейпи.

## Альбоми

### Студійні альбоми
| Назва              | Деталі альбому                                                                                          | Найвищі чартові позиції | Найвищі чартові позиції | Найвищі чартові позиції | Найвищі чартові позиції | Сертифікації    |
| Назва              | Деталі альбому                                                                                          | US                      | US R&B/HH               | US Indie                | CAN                     | Сертифікації    |
| ------------------ | --- | ----------------------- | ----------------------- | ----------------------- | ----------------------- | --------------- |
| Welcome to O'Block | - Випущено: 30 жовтня 2020 - Лейбл: Only the Family, Empire - Формат: Завантаження музики, стрімінґ, LP | 5                       | 3                       | 1                       | 12                      | - RIAA: Золотий |

### Посмертні альбоми
| Назва                    | Деталі альбому                                                                                             | Найвищі чартові позиції | Найвищі чартові позиції | Найвищі чартові позиції | Найвищі чартові позиції | Найвищі чартові позиції |
| Назва                    | Деталі альбому                                                                                             | US                      | US R&B/HH               | US Indie                | CAN                     | NZ                      |
| ------------------------ | --- | ----------------------- | ----------------------- | ----------------------- | ----------------------- | ----------------------- |
| What It Means to Be King | - Випущено: 4 березня 2022 - Лейбл: Only the Family, Empire - Формат: Завантаження музики, стрімінґ, LP    | 2                       | 1                       | 2                       | 3                       | —                       |
| Grandson                 | - Випущено: 14 липня 2023 - Лейбл: Only the Family, Empire - Формат: Завантаження музики, стрімінґ, LP, CD | 14                      | 4                       | 2                       | 31                      | 30                      |

### Компіляції
| Назва                                                                  | Деталі альбому                                                                                          | Найвищі чартові позиції |
| Назва                                                                  | Деталі альбому                                                                                          | US                      |
| ---------------------------------------------------------------------- | --- | ----------------------- |
| Only the Family Involved Vol. 1 (разом з Only the Family)              | - Випущено: 31 липня 2018 - Лейбл: Only the Family, Empire - Формат: Завантаження музики, стрімінґ      | —                       |
| Only the Family Involved Vol. 2 (разом з Only the Family)              | - Випущено: 21 грудня 2018 - Лейбл: Only the Family, Empire - Формат: Завантаження музики, стрімінґ     | —                       |
| Family over Everything (разом з Only the Family)                       | - Випущено: 11 грудня 2019 - Лейбл: Alamo, Interscope - Формат: Завантаження музики, стрімінґ           | 93                      |
| Loyal Bros (разом з Only the Family)                                   | - Випущено: 5 березня 2021 - Лейбл: Only the Family, Empire - Формат: Завантаження музики, стрімінґ, LP | 12                      |
| «—» означає, що запис не потрапив до чарту чи не був виданий у країні. | |                         |

### Мікстейпи
| Назва            | Деталі альбому                                                                                       | Найвищі чартові позиції | Найвищі чартові позиції | Найвищі чартові позиції |
| Назва            | Деталі альбому                                                                                       | US                      | US R&B/HH               | US Indie                |
| ---------------- | --- | ----------------------- | ----------------------- | ----------------------- |
| Grandson, Vol. 1 | - Випущено: 21 вересня 2019 - Лейбл: Only the Family, Empire - Формат: Завантаження музики, стрімінґ | 53                      | 30                      | 9                       |
| Levon James      | - Випущено: 6 березня 2020 - Лейбл: Only the Family, Empire - Формат: Завантаження музики, стрімінґ  | 40                      | 21                      | 8                       |

## Сингли

### Власні
| Назва                                                                  | Рік  | Найвищі чартові позиції | Найвищі чартові позиції | Найвищі чартові позиції | Найвищі чартові позиції | Найвищі чартові позиції | Сертифікації                         | Альбом                   |
| Назва                                                                  | Рік  | US                      | US R&B/HH               | CAN                     | NZ Hot                  | Світ                    | Сертифікації                         | Альбом                   |
| ---------------------------------------------------------------------- | ---- | ----------------------- | ----------------------- | ----------------------- | ----------------------- | ----------------------- | ------------------------------------ | ------------------------ |
| «Crazy Story»                                                          | 2018 | —                       | —                       | —                       | —                       | —                       | - RIAA: 3× Платиновий                | Grandson, Vol. 1         |
| «Crazy Story 2.0» (з участю Lil Durk)                                  | 2019 | 81                      | 32                      | —                       | —                       | 178                     |                                      | Grandson, Vol. 1         |
| «Crazy Story, Pt. 3»                                                   | 2019 | —                       | —                       | —                       | —                       | —                       | - RIAA: Платиновий                   | Grandson, Vol. 1         |
| «2 A.M.»                                                               | 2019 | —                       | —                       | —                       | —                       | —                       |                                      | Levon James              |
| «Rollin» (з участю YNW Melly)                                          | 2019 | —                       | —                       | —                       | —                       | —                       |                                      | Levon James              |
| «Took Her to the O»                                                    | 2020 | 47                      | 14                      | 56                      | 18                      | 94                      | - RIAA: 3× Платиновий - BPI: Срібний | Levon James              |
| «Grandson for President»                                               | 2020 | —                       | —                       | —                       | —                       | —                       |                                      | What It Means to Be King |
| «Why He Told»                                                          | 2020 | —                       | —                       | —                       | —                       | —                       |                                      | Welcome to O'Block       |
| «All These Niggas» (з участю Lil Durk)                                 | 2020 | 77                      | 31                      | —                       | —                       | —                       | - RIAA: Платиновий                   | Welcome to O'Block       |
| «How It Go»                                                            | 2020 | —                       | —                       | —                       | —                       | —                       | - RIAA: Золотий                      | Welcome to O'Block       |
| «I Am What I Am» (з участю Fivio Foreign)                              | 2020 | —                       | —                       | —                       | —                       | —                       | - RIAA: Золотий                      | Welcome to O'Block       |
| «Gleesh Place»                                                         | 2020 | —                       | —                       | —                       | —                       | —                       |                                      | Welcome to O'Block       |
| «Lurkin» (разом із Funk Flex)                                          | 2020 | —                       | —                       | —                       | —                       | —                       |                                      |                          |
| «Jump» (разом із Lil Durk та Booka600 з участю Memo600)                | 2021 | —                       | —                       | —                       | —                       | —                       |                                      | Loyal Bros               |
| «Lurkin (Remix)» (разом із Funk Flex з участю Polo G)                  | 2021 | —                       | —                       | —                       | —                       | —                       |                                      |                          |
| «Don't Play That» ( разом із 21 Savage)                                | 2022 | 40                      | 11                      | 45                      | 14                      | 59                      | - RIAA: Золотий                      | What It Means to Be King |
| «War»                                                                  | 2022 | 73                      | 23                      | —                       | —                       | 195                     |                                      | What It Means to Be King |
| «Robberies»                                                            | 2023 | —                       | —                       | —                       | 20                      | —                       |                                      | Grandson                 |
| «Heartless» ( разом із Tee Grizzley)                                   | 2023 | —                       | —                       | —                       | 35                      | —                       |                                      | Grandson                 |
| «—» означає, що запис не потрапив до чарту чи не був виданий у країні. |      |                         |                         |                         |                         |                         |                                      |                          |

### Інших виконавців
| Назва                                    | Рік  | Альбом                        |
| ---------------------------------------- | ---- | ----------------------------- |
| «Like That» (Lil Durk з участю King Von) | 2019 | Love Songs 4 the Streets 2    |
| «Pressin» (Sada Baby з участю King Von)  | 2020 | Skuba Sada 2 (делюкс-видання) |
| «Rose Gold» (PnB Rock з участю King Von) | 2021 |                               |
| «Nobody Move» (Muwop з участю King Von)  | 2021 |                               |

## Інші пісні з чартовими позиціями та сертифікаціями
| Назва                                          | Рік  | Найвищі чартові позиції | Найвищі чартові позиції | Найвищі чартові позиції | Найвищі чартові позиції | Найвищі чартові позиції | Сертифікації       | Альбом                   |
| Назва                                          | Рік  | US                      | US R&B/HH               | CAN                     | NZ Hot                  | Світ                    | Сертифікації       | Альбом                   |
| ---------------------------------------------- | ---- | ----------------------- | ----------------------- | ----------------------- | ----------------------- | ----------------------- | ------------------ | ------------------------ |
| «Twin Nem» (з участю Lil Durk)                 | 2019 | —                       | —                       | —                       | —                       | —                       | - RIAA: Золотий    | Grandson, Vol. 1         |
| «Armed & Dangerous»                            | 2020 | —                       | —                       | —                       | —                       | —                       | - RIAA: Платиновий | Welcome to O'Block       |
| «Demon»                                        | 2020 | —                       | —                       | —                       | —                       | —                       | - RIAA: Золотий    | Welcome to O'Block       |
| «The Code» (з участю Polo G)                   | 2020 | 66                      | 22                      | 90                      | —                       | 121                     | - RIAA: Платиновий | Welcome to O'Block       |
| «Back Again» (з участю Lil Durk та Prince Dre) | 2020 | —                       | —                       | —                       | —                       | —                       | - RIAA: Золотий    | Welcome to O'Block       |
| «Wayne's Story»                                | 2020 | —                       | —                       | —                       | —                       | —                       | - RIAA: Золотий    | Welcome to O'Block       |
| «Still Trappin'» (разом із Lil Durk)           | 2020 | 53                      | —                       | —                       | —                       | 93                      | - RIAA: Платиновий | The Voice                |
| «Where I'm From»                               | 2022 | —                       | 45                      | —                       | —                       | —                       |                    | What It Means to Be King |
| «Facetime» (з участю G Herbo)                  | 2022 | 92                      | 33                      | —                       | —                       | —                       |                    | What It Means to Be King |
| «Straight to It» (з участю Fivio Foreign)      | 2022 | 93                      | 34                      | 95                      | —                       | —                       |                    | What It Means to Be King |
| «Trust Nothing» (з участю Moneybagg Yo)        | 2022 | 97                      | 37                      | —                       | —                       | —                       |                    | What It Means to Be King |
| «Evil Twins» (разом із Lil Durk)               | 2022 | 96                      | 36                      | —                       | —                       | —                       |                    | What It Means to Be King |
| «Too Real»                                     | 2022 | —                       | 43                      | —                       | —                       | —                       |                    | What It Means to Be King |
| «Rich Gangsta» (з участю Tee Grizzley)         | 2022 | —                       | —                       | —                       | —                       | —                       |                    | What It Means to Be King |
| «My Fault» (разом з A Boogie wit da Hoodie)    | 2022 | —                       | —                       | —                       | —                       | —                       |                    | What It Means to Be King |
| «Don't Miss»                                   | 2023 | —                       | 42                      | —                       | 36                      | —                       |                    | Grandson                 |
| «Real Oppy» ( з участю G Herbo)                | 2023 | —                       | 49                      | —                       | —                       |                         |                    | Grandson                 |
| «Phil Jackson» (разом із Polo G)               | 2023 | —                       | 36                      | —                       | —                       | —                       |                    | Grandson                 |
| «From the Hood» (разом із Lil Durk)            | 2023 | —                       | 40                      | —                       | 40                      | —                       |                    | Grandson                 |